# Ashton Dearholt Productions
Ashton Dearholt Productions foi uma companhia cinematográfica estadunidense fundada por Ashton Dearholt em 1923. Foi responsável pela produção de 11 filmes entre 1923 e 1925. Dez dos filmes foram estrelados por Edmund Cobb, e o último, o seriado Secret Service Sanders, de 1925, foi estrelado pelo próprio Ashton Dearholt, sob o nome Richard Holt.

## Filmes da produtora
- Sting of the Scorpion (1923)
- At Devil's Gorge (1923)
- Battling Bates (1923)
- Western Feuds (1924)
- Blasted Hopes (1924)
- A Rodeo Mixup (1924)
- Western Yesterdays (1924)
- Range Blood (1924)
- Cupid's Rustler (1924)
- Midnight Shadows (1924)
- Secret Service Sanders (seriado, 1925)